# Günther Lütjens
Günther Lütjens, nemški admiral, * 25. maj 1889, Wiesbaden,  † 27. maj 1941, Severni Atlantik.
Admiral Lütjens je bil eden najpomembnejših admiralov Kriegsmarine med drugo svetovno vojno. Po njem so poimenovali raketni rušilec FGS Lütjens (D185) sodobne Bundesmarine.